# 熱力学の年表
熱力学の年表

## 1800年以前
- 1650年 - オットー・フォン・ゲーリケが初めて真空ポンプを作る。
- 1660年 - ロバート・ボイルが実験的に気体の圧力と体積に関するボイルの法則を発見する（1662年に発表）。
- 1665年 - ロバート・フックが「熱は物体の各部分の非常に活発で猛烈なゆり動きに他ならない」と述べる [要出典][1]。
- 1669年 - ヨハン・ベッヒャーが「燃える土」(ラテン語 terra pinguis)を含む燃焼の理論を提唱する。
- 1676–1689年 - ゴットフリート・ライプニッツがエネルギー保存則の限られた形である「活力」(vis viva)の概念を発展させる。
- 1679年 - ドニ・パパンがピストンとシリンダーからなる蒸気機関の開発に影響を与えたsteam digesterを設計する。
- 1694–1734年 - ゲオルク・シュタールがベッヒャーの燃える土を「フロギストン」と命名し、その理論を発展させる。
- 1698年 - トーマス・セイヴァリが初期の蒸気機関の特許を取得する。
- 1702年 - ギヨーム・アモントンが気体の観測に基づいて絶対零度の概念を導入する。
- 1738年 - ダニエル・ベルヌーイがHydrodynamicaを出版し、気体運動論を創始する。
- 1749年 - エミリー・デュ・シャトレがニュートンのプリンキピアのフランス語による翻訳・解説書でニュートン力学の第1法則からエネルギー保存則を導く。
- 1761年 - ジョゼフ・ブラックが、氷は融解する間熱を吸収しても温度を変えないことを発見する（潜熱の発見）。
- 1772年 - ブラックの生徒であるダニエル・ラザフォードが窒素を発見し、「フロギストン化した気体」"phlogisticated air"と名付ける。2人でフロギストン理論の観点から結果を説明する。
- 1776年 - ジョン・スミートンが仕事率、仕事、運動量、運動エネルギーに関する実験の論文を発表し、エネルギー保存則を支持する。
- 1777年 - カール・ヴィルヘルム・シェーレが熱放射による熱移動と対流および熱伝導による熱移動を区別する。
- 1783年 - アントワーヌ・ラヴォアジェが酸素を発見し、燃焼を説明する。論文"Réflexions sur le phlogistique"の中でフロギストン説に反対を唱えカロリック説を提案する。
- 1784年 - ヤン・インゲンホウスが水上での木炭粒子のブラウン運動について記述する。
- 1791年 - ピエール・プレヴォが熱さ冷たさに関わらず全ての物体が熱を放射することを示す。
- 1798年 - ランフォード伯爵(ベンジャミン・トンプソン)がカノン砲を穿孔するときに発生する摩擦熱を測定し、熱が運動エネルギーの一種であるという考えを発展させる。この測定はカロリック説と矛盾しているが、疑いの余地を残すには十分なほど不正確なものであった。

## 1800–1847年
- 1802年 - ジョセフ・ルイ・ゲイ＝リュサックがシャルルの法則が発表される（ジャック・シャルルにより1787年に発見されていたが未発表であった）。この法則は温度と体積の間の関係を示している。ゲイ＝リュサックが温度と圧力に関連する法則（圧力則もしくはゲイ＝リュサックの法則）を定式化する。
- 1804年 - ジョン・レスリー卿がつやの無い黒い表面はつやのある表面よりも効果的に熱を放射することを観察する。これは黒体放射の重要性を示唆している。
- 1805年 - ウイリアム・ウォラストンが著書On the Force of Percussionでエネルギー保存則を擁護する。
- 1808年 - ジョン・ドルトンが著書A New System of Chemistryでカロリック説を擁護し、これが物質、特に気体とどのように結合するかを記述する。また、気体の熱容量は原子量に反比例することを提案する。
- 1810年 - ジョン・レスリーが人工的に水を凍らせる。
- 1813年 - ピーター・ユワートが自身の論文On the measure of moving forceの中でエネルギー保存則の考えを支持する。この論文はドルトンと生徒であるジュールに強い影響を与える。
- 1819年 - ピエール・ルイ・デュロンとアレクシ・テレーズ・プティが水晶の比熱容量に対してデュロン＝プティの法則を与える。
- 1820年 - ジョン・ヘラパスが気体の運動論におけるいくつかの考えを発展させる。しかし誤って温度を運動エネルギーではなく分子運動量と関連付けている。この業績はジュール以外にはほとんど注目されなかった。
- 1822年 - ジョゼフ・フーリエが、著書『熱の解析的理論 (Théorie Analytique de la Chaleur)』で、物理量の次元の利用を取り入れる。(次元解析)
- 1822年 - マルク・スガンがジョン・ハーシェルにエネルギー保存則と運動論を支持するという内容の手紙を書く。
- 1824年 - サディ・カルノーがカロリック説を用いて蒸気機関の効率を分析する。彼は可逆過程の概念を発展させ、自然界にこのようなことはないと仮定することで熱力学第二法則の基礎を築き、熱力学の科学を起こす。
- 1827年 - ロバート・ブラウンが花粉中の粒子が水中で動くブラウン運動を発見した。
- 1831年 - マセドニオ・メローニが黒体放射が光と同じように反射、屈折、偏光できることを実証する。
- 1834年 - エミール・クラペイロンがカルノーの研究を図式的で分析的な定式化することで一般化する。ボイルの法則、シャルルの法則、ゲイ＝リュサックの法則を組み合わせて混合気体の法則PV/T = kを作る。
- 1841年 - アマチュア科学者であるユリウス・ロベルト・フォン・マイヤーがエネルギー保存に関する論文を書くが、学術的訓練が欠けていたため拒絶される。
- 1842年 - マイヤーが船医であったときに行った血の観察に基づいて仕事、熱、ヒトの代謝の間の関係を作成することで熱の仕事当量を計算する。
- 1842年 - ウィリアム・ロバート・グローブが水蒸気が酸素と水素に解離し、この過程が逆にもなることを示すことにより、それらの構成原子への分子の熱解離を示す。
- 1843年 - ジョン・ジェイムズ・ウォーターストン（John James Waterston）が気体運動論を十分に説明するものの嘲笑され無視される。
- 1843年 - ジェームズ・ジュール 実験的に熱と力学的仕事の等価性を見出す。
- 1845年 - アンリ・ヴィクトル・ルニョーが混合気体の法則にアボガドロの法則を加え理想気体の法則PV = nRTを作る。
- 1846年 - カール・ヘルマン・クノーブラウホがDe calore radiante disquisitiones experimentis quibusdam novis illustrataeを著す
- 1846年 - グローブがOn The Correlation of Physical Forcesにおいてエネルギー保存の一般理論を説明する。
- 1847年 - ヘルマン・フォン・ヘルムホルツが熱力学第一法則であるエネルギー保存についての決定的な声明を行う。

## 1848–1899年
- 1848年 - ケルヴィン卿（ウィリアム・トムソン）が絶対零度の概念を気体から全ての物質に拡張する。
- 1849年 - ウィリアム・ランキンが分子渦仮説を用いて飽和蒸気圧と温度の正しい関係を計算する。
- 1850年 - ランキンが渦理論を用いて温度、圧力、密度と液体の蒸発の潜熱の間の正確な関係を確立する。ここで彼は飽和蒸気の見かけの比熱が負になるという驚くべき事実を正確に予測する。
- 1850年 - ルドルフ・クラウジウスが熱力学第一法則と第二法則をつなぐ最初の明確な説明を行う。これによりカロリック説を棄却するが、カルノーの原理は保持する。
- 1851年 - ケルヴィンが第二法則に別の説明を与える。
- 1852年 - ジュールとケルヴィンが、急速に膨張する気体の冷却を実証する。これは後にジュール・トムソン効果などと呼ばれる。
- 1854年 - ヘルムホルツが熱的死の考えを提唱する。
- 1854年 - クラウジウスがdQ/T (クラウジウスの定理)の重要性を確立する。このときはまだこの量に名前をつけていない。
- 1854年 - ランキンが後にエントロピーと同定される「熱力学的機能」を導入する。
- 1856年 - アウグスト・クローニッヒがおそらくウォーターストンの著書を読んだ後に気体運動論の説明を発表する。
- 1857年 - クラウジウスがOn the nature of motion called heatの中で気体運動論について現代的で説得力のある説明を行う。
- 1859年 - ジェームズ・マクスウェルがマクスウェル分布を発見する。
- 1859年 - グスタフ・キルヒホフが黒体からのエネルギー放出は温度と周波数のみの関数であることを示す。
- 1862年 - クラウジウスが物体の分子の分離度の大きさとしてエントロピーの前身である「ディスグレゲーション」を定義する。
- 1865年 - クラウジウスがエントロピーの現代的な巨視的概念を導入する。
- 1865年 - ヨハン・ロシュミットがマクスウェルの理論を適用し観測した気体粘度を考慮することで気体中の分子の数密度を推定する。
- 1867年 - マクスウェルがマクスウェルの悪魔が不可逆過程を逆転させることができるかを問う。
- 1870年 - ルドルフ・クラウジウスがビリアル定理を導く。
- 1872年 - ルートヴィッヒ・ボルツマンが、位相空間における分布関数の時間発展についてのボルツマン方程式を発表する。H定理を発表する。
- 1873年 - ヨハネス・ファン・デル・ワールスが状態方程式を定式化する。
- 1874年 - ケルヴィン卿が熱力学第二法則を形式的に表現する。
- 1876年 - ウィラード・ギブズが相平衡、統計集団、化学反応を引き起こすものとしての自由エネルギー、一般の化学熱力学について論じた2つの論文のうち最初の論文を発表する（2つ目は1878年に発表）[要出典]。
- 1876年 - ロシュミットがボルツマンのH定理は微視的可逆性と両立しないと批判する（ロシュミットのパラドックス）。
- 1877年 - ボルツマンがエントロピーと確率の関係について述べる。
- 1879年 - ヨーゼフ・シュテファンが、黒体からの電磁放射の総量が 温度の4乗に比例することを観測し、シュテファン＝ボルツマンの法則を示す。
- 1884年 - ボルツマンがシュテファン＝ボルツマンの法則を熱力学理論で解析する。
- 1888年 - アンリ・ルシャトリエが平衡状態にある物質系が外部の作用によって変化をうけるとき、その変化は外部の作用に反抗する結果になるような方向に起こることを述べる。（ルシャトリエの原理）
- 1889年 - ヴァルター・ネルンストがネルンストの式を用いて電気化学電池の電圧を化学熱力学と関連付ける。
- 1889年 - スヴァンテ・アレニウスが化学反応の活性化エネルギーの考えを導入し、アレニウスの式を与える。
- 1893年 - ヴィルヘルム・ヴィーンが 黒体の最大放射強度についてのウィーンの変位則を発見する。

## 1900–1944年
- 1900年 - マックス・プランクが光は離散周波数で放射されることを提案し、黒体放射の法則を与える。
- 1905年 - アルベルト・アインシュタインが量子の実在性が光電効果を説明するであろうと主張する。
- 1905年 - アルベルト・アインシュタインがランダムな分子運動の結果であるブラウン運動を数学的に解析する。
- 1906年 - ネルンストが熱力学第三法則の定式化を発表する。
- 1907年 - アインシュタインが量子論を用いてアインシュタイン模型の熱容量を推定する。
- 1909年 - コンスタンティン・カラテオドリが熱力学の公理系を展開する。
- 1910年 - アインシュタインとスモルコフスキー（Marian Smoluchowski）が気体中の密度ゆらぎによる減衰係数のアインシュタイン-スモルコフスキー公式を見出す。
- 1911年 - ポール・エーレンフェストとTatjana Ehrenfest–Afanassjewaがボルツマンの統計力学に関する古典レビューBegriffliche Grundlagen der statistischen Auffassung in der Mechanikを発表する。
- 1912年 - ピーター・デバイが低周波フォノンを許容することにより熱容量推定を改良する。
- 1916年 - シドニー・チャップマンとディヴィド・エンスコッグが気体運動論を体系的に発展させる。
- 1916年 - アインシュタインが原子スペクトル線の熱力学を考察し、誘導放出を予測する。
- 1919年 - ジェームズ・ジーンズが運動の動力学的定数は粒子系の分布関数を決定することを発見する。
- 1920年 - メグナード・サハ がサハの電離式を提出する。
- 1923年 - デバイとエーリヒ・ヒュッケルが電解液の溶解度に関する統計処理を発表する（デバイ-ヒュッケルの式）。
- 1924年 - サティエンドラ・ボースがアインシュタインにより翻訳された論文でボース分布関数を導入する。
- 1926年 - エンリコ・フェルミとポール・ディラックがフェルミオンに対してフェルミ・ディラック分布を導入する。
- 1927年 - ジョン・フォン・ノイマンが密度行列表現を導入し、量子統計力学を確立する。
- 1928年 - ジョン・バートランド・ジョンソンが抵抗のジョンソン・ノイズ（熱雑音）を発見する。
- 1928年 - ハリー・ナイキストが抵抗のジョンソン・ノイズを説明する関係式である揺動散逸定理を導出する。
- 1929年 - ラルス・オンサーガーがオンサーガーの相反定理を導出する。
- 1938年 - アナトリー・ウラソフが集団長距離相互作用を持つ粒子集団を正しく動的記述するためにウラソフ方程式を提案する。
- 1939年 - ニコライ・クリロフとニコライ・ボゴリューボフが古典力学と量子力学の単一スキームにおけるフォッカー・プランク方程式の最初の整合した微視的導出を行う。
- 1942年 - ジョゼフ・L・ドゥーブ（Joseph Leo Doob）がマルコフ過程に関する定理を発表する。
- 1944年 - オンサーガーが相転移を含む2次元イジングモデルに対して解析解を与える。

## 1945年–現在
- 1945–1946年 - ニコライ・ボゴリューボフがBBGKY階級を用いた古典統計系のための運動方程式の微視的導出のための一般的手法を開発する。
- 1947年 - ボゴリューボフとキリル・グロフが量子統計系の運動方程式の微視的導出のためにこの手法を拡張する。
- 1948年 - クロード・シャノンが情報理論を確立する。
- 1957年 - A.S.カンパニエーツがコンプトン散乱についてのフォッカー・プランク方程式を導く。
- 1957年 - 久保亮五が輸送係数に対するグリーン・久保の公式を初めて導く。
- 1957年 - エドウィン・トンプソン・ジェインズが情報理論から熱力学の最大エントロピー解釈を与える。
- 1960–1965年 - ドミトリー・ズバレフが非平衡統計演算子の手法を開発する。これは非平衡過程の統計理論における古典的道具となる。
- 1972年 - ヤコブ・ベッケンシュタインがブラックホールはその表面積に比例するエントロピーを持つことを提案する。
- 1974年 - スティーヴン・ホーキングがブラックホールはブラックホール蒸発を引き起こす可能性のある黒体スペクトルを持つ粒子を放射することを予測する。
- 1977年 - イリヤ・プリゴジンが平衡からかけ離れた熱力学系における散逸構造に関する研究でノーベル賞を受賞する。エネルギーの移入と散逸は熱力学第二法則を逆転させる可能性がある。